# Gerbert (Familie)
Die Familie Gerbert war ein süddeutsches Bürgergeschlecht, das ab dem 15. Jahrhundert in den Städten von Horb und Rottenburg am Neckar belegt ist. Mitglieder einer Linie des Geschlechts, die im 17. Jahrhundert geadelt wurde, sowie weitere Angehörige der Familie führten die Namen Gerbert von Hornau bzw. von Gerbert und Hornau. Zu diesen Familienmitgliedern, die einer der Adelsnamen vermutlich zu Unrecht führten, gehört Martin Gerbert, der spätere Fürstabt des Klosters St. Blasien.
Weitere Schreibweisen des Namens sind Gerwer sowie Gerber, woraus hervorgeht, dass sich die Familie mit dem Handwerk der Gerberei beschäftigt hatte. Otto von Alberti vermutet, dass die Horber Familie Gebhard mit den Gerbert identisch ist.

## Standeserhebungen
Am 8. Juni 1584 wurde den Brüdern Nicolaus, Alexander und Martin Gerber in Straßburg vom Hofpfalzgrafen Wilhelm Böcklin von Böcklinsau ein Wappenbrief verliehen. Das ritterliche Gut Hornau gelangte 1627 an Johannes oder Hans Georg Gerber, als, Hans Melchior Liesch von und zu Hornau, der Bruder seiner Ehefrau Euphemia Liesch von Hornau es ihm verkaufte.
Am 8. Juni 1686 wurde Johann Franz Gerbert, damaliger Stiftungsverwalter im Fürstentum Brieg, von Leopold I. mit dem Namen von Gerbert und Hornau in den böhmischen Ritterstand erhoben.

## Stammbaum (Auszug)

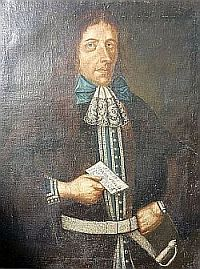
Anton Gerbert (1662–1737)

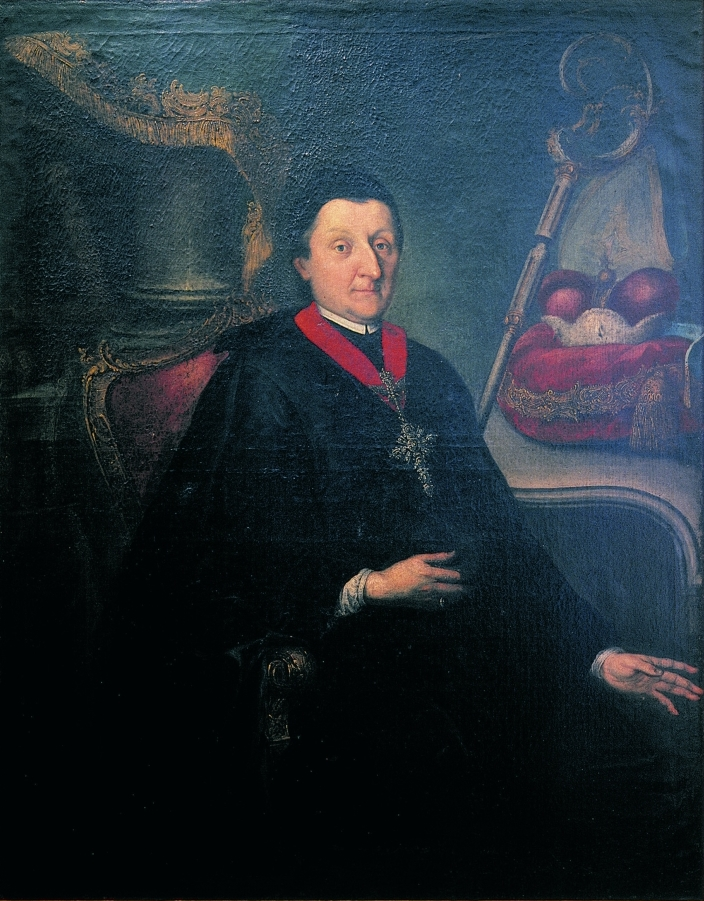
Fürstabt Martin Gerbert II. (1720–1793)

- Johann Gerwer, 1479 als Pfleger der Sebastiansbruderschaft in Horb erwähnt
  - Claus Gerber, vermutlich sein Sohn, Anfang des 16. Jahrhunderts Spitalpfleger in Horb
    - Martin Gerber
      - Nicolaus Gerber, Gerber und Bürger in Basel
      - Alexander Gerber, Gerber und seit 11. Februar 1581 Bürger in Basel[5]
      - Martin Gerber, Bürgermeister und Spitalpfleger in Horb, Stammvater der später geadelten Linie
        - Johannes[2] oder Hans Georg[6]  ⚭ um 1622 Euphemia Liesch von Hornau
          - Maria Jakobina Gerbert, Äbtissin des Stifts St. Clara in Breslau
          - Johann Balthasar Gerbert, Dompropst in Breslau[2] (eventuell identisch mit Baltasar Gerbert von Hornau, 1684 Propst im Kloster Czarnowanz)[7]
          - Johann Franz Gerbert (ab 1686 von Gerbert und Hornau), Stiftungsverwalter im Fürstentum Brieg

    - Nikolaus Gerber, 1561 als Tucher in Horb erwähnt ⚭  ca. 1570[8] Agathe Herzog, Tochter des Bürgermeisters Hans Herzog († 1584)
      - Johannes Gerber (* 1592) ⚭ 1622 Maria Felder[9]
        - Johann Nikolaus Gerber (1626–1707), Kaufmann und Bürgermeister in Horb ⚭ 1651 Sabine Gessler (1632–1707), Tochter des Handelsherrn und Bürgermeisters Andreas Gessler (1599–1683)
          - Sabine Gerber (1656–1742) ⚭ 1677 Franz Knäble, Vorfahren von Karl Otto Müller[9]
          - Anton Gerbert (1662–1737), Kaufmann und Stadthauptmann[8] in Horb ⚭ Maria Magdalena Aumayer († 1705) ⚭  1705 Anna Maria Riegger aus Villingen (um 1670; † 1738 in Horb)
            - Franziskus Nikolaus Ignatius Gerbert Horbenis (* 1691 in Rottenburg)[10]
            - Theresia Willeburgis (* 1697)[10]
              - Franz Xaver Nikolaus Pfleger (* 1728), 1768 Kaplan in Kirche St. Johann Baptist in Horb[10]

            - Juliana Eleonore Gerbert (* 1701) ⚭ Metzger Johann Anton Steinwand[10]
              - ...
                - ... 
                  - Joseph Schanz (1793–1877), Soldat und Stadtknecht ⚭ Elisabetha Küster (1810–1883)[11]
                    - Paul von Schanz (1841–1905), katholischer Theologe und Universitätsprofessor[10]

            - Franz Dominik Bernhard Gerbert, später Fürstabt Martin II. von St. Blasien (1720–1793)
            - Johann Franz Albrecht Gerbert (1706–1768; † in Waldshut), Amtmann und Obervogt der Klöster Tennenbach und Petershausen, Hofrat und Rentmeister in St. Blasien[12]
            - Johann Franz Gerbert ⚭ 1740 Theresia Katharina Benz (* 1715), Tochter des Oberndorfer Stadtschreibers Franz Josef Benz[13][14]
              - Leopold Franz Gerbert von Hornau (1741–1819), Neffe von Fürstabt Martin Gerbert, 1766 nach Paris, Gesandter in Russland und fürstlich St. Blasischer Hofrat
              - Maria Theresia Gerbert von Hornau (1746–1814), Schwester von Leopold Franz und Ehefrau von Obervogt Bourzy von Seethal in Öhningen am Bodensee[2]

          - Martin Gerbert (1663–1711),[13] als Franziskanerpater: Christian, Lektor der Philosophie und Theologie in Innsbruck, Generalvisitator der Wiener Ordensprovinz und von Slowenien in Laibach
          - Johann Jakob Gerbert (1674–1756), Goldschmied ⚭ 1695 Catharina Lindau, Nichte von Ochsenhausener Reichsabtes Hieronymus II. Lindau[9]
            - Johann Jakob Gerbert, Weißgerber, Konsul und Bürgermeister von Horb, bis es württembergisch wurde[9]
            - Sebastian (* 1753), Ordensherr in St. Blasien[9]
            - ... ⚭ Christian Heinrich Haffner, Apotheker
              - Christian Heinrich Haffner († 1876[15]), Arzt, ⚭ Marie Luise Koch[16]
                - Paul Leopold Haffner (1829–1899), Bischof von Mainz[9]

          - Frantz Joseph Gerbert (* 1671), zog nach Rottenburg ⚭ Elizabeth Eberhard[9]
            - Lucas Christof Ignatius Gerbert, k.u.k Oberzoller in Feldkirch[9]
              - Alphons Gerbert[9]
              - Franz Joseph, Oberamtmann in Waldsee, Vorfahre von Eberhard Gönner[9]

      - Nikolaus Gerbert (* 1607)[8]

### Rottenburgische Linie
- Johannes August Gerbert, Hirsch-Wirt in Rottenburg, ⚭ Johanna Hofmeister[17]
  - Josef Florian Wendelin Gerbert (1745–1795) ⚭ 1767 in Weil der Stadt Maria Magdalena Gall (1744–1808),[17] Schwester des Bischofs Joseph Anton Gall[18]
    - Augustin Gerbert von Hornau (1777–1821), k.k. Rittmeister im Husaren-Regiment Nr. 7 in Linz
      - Barbara Dimmel (1817–1907), wohnte in Ried im Innkreis und hatte neun Kinder[18]

    - ebenfalls im Husaren-Regiment Nr. 7[18]
    - Johannes Anton Thomas Gerbert (1768–1850), Kaufmann in Sigmaringen, ⚭ Maria Anna Müller (1764–1824)[17]
      - Anna Maria Gerbert (* 1799)[17]
      - Rosalie Gerbert (1809–1844)[17]
- Carl Gerbert von Hornau, 1839[19] und 1840 Oberlieutenant im k.u.k. Infanterieregiment Nr. 14[20]
- Franz Gerbert von Hornau (1813–1892), Agentie-Inspektor der k.k. priv. Donau-Dampf-Schiffahrts-Gesellschaft und Vize-Präsident der Bank für Oberösterreich und Salzburg, lebte in Linz zeitweise in einem Haus mit Adalbert Stifter[18]
- Wilhelm von Gerbert und Hornau († 1842 in Prag), k.k. Garnisons-Auditor, Begründer der österreichischen Linie